# Kommabrücke
Die Kommabrücke in Hittisau ist mit ihrem Baujahr 1720 die älteste noch erhaltene gedeckte Holzbrücke im österreichischen Bundesland Vorarlberg. Sie überquert in einer Höhe von ca. 15 Metern an einer Engstelle die von der Bolgenach geformte Kommaschlucht und wird heute von einem Wanderweg genutzt.

## Geschichte

Bild der Kommabrücke aus der Zeit vor 1914

Urkundlichen Erwähnungen zufolge bestand bereits 1458 an derselben Stelle, einer natürlichen Engstelle am Ende der Kommaschlucht etwa 700 Meter Luftlinie vom Hittisauer Ortszentrum im heutigen Ortsteil Häleisen gelegen, eine „Brug“. 1514 wurde diese Brücke erstmals urkundlich als „Kummabrug“ bezeichnet. Die heutige Kommabrücke wurde im Jahr 1720 errichtet und 1785 für das Befahren mit Fuhrwerken verstärkt. Im Laufe der Zeit wurde die Brücke vielfach unfachmännisch renoviert, in Teilen erneuert und verbessert, wovon diverse Inschriften, Gravierungen und Einritzungen im Brückenholz vor der Generalsanierung 2010 Zeugnis ablegten. In Dokumenten aus dem Jahr 1911 ist die damalige Bedeutung der Kommabrücke als Verbindung zwischen den Gemeinden Hittisau und Bolgenach (bis 1938 eine eigenständige Gemeinde, heute ein Ortsteil von Hittisau) sowie als Verbindungsstück zu den Hochweiden der Gemeinden im Lecknertal belegt. Heute wird die Kommabrücke nur noch von Wanderern und Spaziergängern im Zuge des Wanderwegs („Wasserwanderweg Hittisau“) entlang der Kommaschlucht verwendet. In unmittelbarer Nähe zur Kommaschlucht wurde von der Gemeinde Hittisau ein öffentliches Schwimmbad errichtet.
2010 wurde die Kommabrücke im Auftrag der Gemeinde Hittisau einer Generalsanierung unterzogen. Dazu wurde die Brücke komplett abgetragen und von einem lokalen Bregenzerwälder Zimmermannsbetrieb fachkundig restauriert. Bei der Restaurierung wurden ausschließlich historische Zimmermannstechniken angewendet und weder Nägel noch Schrauben verwendet. Für die zu ersetzenden Teile wurde das Holz von zehn wintergeschlagenen Weißtannen verbaut. Insgesamt wurden 55.000 Euro investiert. Danach wurde die Brücke unter Denkmalschutz gestellt.

## Architektur
Die Brücke hat eine Spannweite von 12,4 Metern und eine Höhe von 5,5 Metern und liegt rund 15 Meter über dem mittleren Wasserspiegel der Bolgenach. Das macht sie zum hochwassersichersten Übergang über die Bolgenach. Der Dielenboden der Kommabrücke ist von einer trapezförmigen Sprengwerkskonstruktion abgehängt. Die einzelnen Elemente der Brücke sind durch zahlreiche verschiedene Zimmermannsverbindungen, wie den Versatz oder die Zapfenverbindung zusammengefügt worden. Das aufgesetzte Satteldach und der seitliche Bretterschutz wurden in Weißtannenholz ausgeführt und dienen dem Schutz der gesamten Brückenkonstruktion. Im Tragwerk fanden auch andere Holzarten wie etwa Fichtenholz Verwendung.